# 山崎寛代
山崎 寛代（やまざき ひろよ、1964年6月28日 - ）は日本のフリーアナウンサー、タレント、芸能レポーター。
元FM群馬アナウンサー。身長153cm、靴のサイズ22.5cm。

## 来歴・人物
元FMの局アナとしての経験を生かし、芸能関係の他、企画取材から生CM（テレビショッピング）までこなすマルチタレント。
所属事務所は株式会社ワイエムオフィス（YMOFFICE）だったが、公式サイトからプロフィールが削除されており、現在の所属事務所は不明。

## 出演

### テレビ
情報・ワイドショー番組
| 期間          | 期間         | 番組名                                 | 役職                         |
| ------------- | ------------ | -------------------------------------- | ---------------------------- |
| FM群馬退職後  | FM群馬退職後 | 3時にあいましょう（TBSテレビ）         | リポーター                   |
| 1992年10月    | 1996年5月    | スーパーワイド（TBSテレビ）            | リポーター                   |
| 1996年6月     | 2011年3月    | スーパーモーニング（テレビ朝日）       | リポーター                   |
| 2002年7月     | 2010年9月    | やじうまプラス（テレビ朝日）           | 水・木曜日コメンテーター     |
| 2004年10月    | 2009年3月    | ムーブ!（朝日放送）                    | 月曜日芸能リポーター         |
| 2009年4月     | 2020年3月    | おはようコールABC（朝日放送テレビ）    | 月・火曜日芸能リポーター     |
| 2011年4月     | 2015年9月    | モーニングバード（テレビ朝日）         | リポーター                   |
| 2015年10月    | 現在         | 羽鳥慎一モーニングショー（テレビ朝日） | 芸能リポーター ※出演は不定期 |
| 2016年7月17日 | 2017年6月    | Abemaエンタメサンデー（AbemaTV）       | リポーター                   |

その他
- 快適マーケットショッピング （テレビ朝日）リポーター
- 突撃!ワイドショーの主役たち（テレビ朝日）リポーター

### ラジオ
- 群ゼミサウンドブレーク（エフエム群馬）
- 政右衛門の聞いて!イタダキマ〜ス!（エフエム群馬）[1]